# 勤習堂
七崁武術的三大流派中，總共衍生出四個武館系統，分別是勤習堂、振興社、武野館及振興館。 
約在道光年間逐漸發展出來，尾欠的金獅連陣武野館系統，頭欠的振興社系統，相傳都是來自詔安客家的武師所傳，另外還有在七欠範圍之外的西螺街上，發展出以太祖拳為主的勤習堂系統。頭嵌振興社阿善師的金鷹拳，振興社系統在西螺街上又分支出振興館系統。第四嵌金獅連陣武野館，金生師的布雞拳，當時的在土庫牛埔一帶的土匪猖獗，地方人士皆會習武自保並抵禦土匪侵擾。

## 勤習堂
勤習堂是由廖懋昭（萬得師）於光緒年間取得武秀才，在二十四歲盡得高榮師真傳所創，因為高榮師期許習武者唯有「勤習」才能練就一身好功夫，遂將武館代命名「勤習堂」。西螺當時武師均擅長北管文武場樂器(錦城齋)成員。當時西螺街流傳一段佳話：「聽曲市仔頭錦城齋，看武街仔尾勤習堂」。
勤習堂的拳法基礎為太祖拳系統，相傳源自以武術見長的宋太祖趙匡胤，勤習堂開館以紅紙、香爐奉祀祖師，主祀宋太祖、白鶴仙師及觀音佛祖；此外，還有達摩祖師、福德正神及九天玄女等，其中又以宋太祖為祖師居中位，彰顯勤習堂的武術是以太祖拳為入門拳種。太祖拳講究剛、猛、緊、穩、小等基本原則，拳技的內容在西螺地區最稱大宗，以太祖拳為主體，另外包含蝶拳、鶴拳、虎拳、蛇拳及猴拳等，可謂台灣武術中的百科全書，顯見其博古。現依類分述：
第一：勤習堂的太祖拳分成基本套路及進階套路兩部份，合稱為「三十六套內」，基本套路又稱為「六路內」，共有九式拳套，包括：拳母、二斬、三斬、四斬、五斬、六路頭、六路尾、倒踏三角、倒坐蓮等；進階套路又稱為「六路外」，共有二十七式拳套，包括：天師扣印、流盤、九步、工字拳、蓋四門、四門滾浪手、四門紺踢、敗馬四門、車栓、七目、蹬錢、小七璋、大七璋、小連盤、大連盤、小仁義、大仁義、倒踏四門、獻胛、美人梳妝、九美梳妝、一角戰、二角戰、三角戰、梅花拳、二斬插手、上尾野等。其中美人梳妝、九美梳妝的手技包括新娘拜手、挽髮照鏡等，充滿陰柔之美，歸類為「姑娘拳」。此外，尚有「三十六套外」的套路，包括內八卦、外八卦、十八刁潼頭、十八刁潼尾、十八羅漢拳、米篩八卦等套路。
第二：太祖蝶拳包括蝶頭、蝶尾、四門變化蝶、單頭蝶、雙頭蝶、梅花蝶、拜馬蝶、衝天蝶、過肢蝶、捲手蝶、烏鴉蝶、三蝶、港尾蝶等十三式套路。
第三：太祖鶴拳包括鶴仔、安鶴、川鶴、丁鶴、四門鶴、四門討吃鶴、外丁鶴、外鶴母、鶴母、鶴椎、外鶴、獨鶴、單肢鶴、獨腳鶴、短肢鶴、斷翼鶴、鉸剪鶴、衝天鶴、孵蛋鶴、外駿鶴、駿身鶴、舉翼鶴、八卦鶴、無影鶴等二十四式套路。
第四：另有虎拳套路包括虎拳頭及猛虎出林兩套，蛇拳有毒溜與毒啄兩套，猴拳有上盤、中盤及下盤三套。